# Pulp-журнал

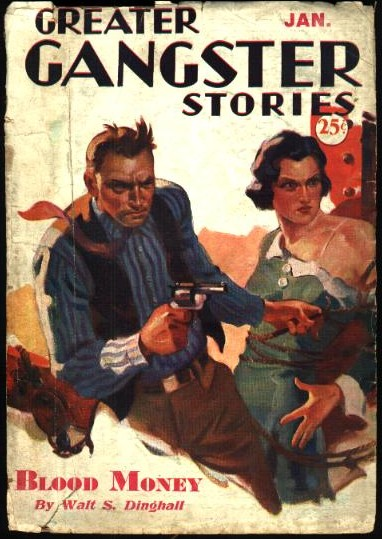
Обкладинка «Greater Gangster Stories» (січень 1934)

Pulp-журнали (англ. pulp magazines) — категорія популярної літератури кінця XIX — першої половини XX століття в США. Такі журнали мали зазвичай близько сотні сторінок без ілюстрацій, але барвисті обкладинки, та друкували твори популярних жанрів, як детективи, вестерни, містика, жахи, фантастика тощо.
Назва походить від терміна «pulp» (пульпа, деревна маса) — напівфабрикату для виготовлення паперу, та назви найдешевшого паперу з нього — грубого і шорсткого. Звідси також альтернативна назва — «целюлозні журнали».

## Історія
Першим pulp-журналом став «The Argosy» Френка Мансі, в 1896 році перероблений ним з підліткового видання «The Golden Argosy» (заснований в 1882) в доросле. Мансі заощадив на якості паперу та відсутності ілюстрацій, крім обкладинки, домігшись ціни в 10 центів за екземпляр. В результаті аудиторія журналу сильно розширилася і «The Argosy» збільшив тиражі з кількох тисяч до пів мільйона. Додатково Мансі запропонував рекламодавцям поміщати оголошення у своєму журналі, що збільшило прибуток.
В 1903 почав виходити «The Popular Magazine», названий «найбільшим журналом у світі» за те, що твори починали друкуватися вже на внутрішній стороні обкладинки. Спочатку ці та подібні видання були всежанровими, але до початку 1910-х років поряд з ними почали з'являтися pulp-журнали, орієнтовані тематично на якийсь жанр — детектив, вестерн, наукову фантастику. Існували видання, орієнтовані на спортивну тематику, залізничну, морську і т.д. На відміну від всежанрових журналів, спеціалізовані видання були розраховані на більш вузьку, але водночас більш цільову аудиторію, що дозволяло їм успішно утримуватися на ринку літературної періодики. Разом з тим pulp-журнали швидко стали втіленням бульварного, одноразового чтива. Типовий читач такої літератури визначався як середній в усіх відношеннях американець, який читання розумів тільки як приємне проведення часу і очікував лише розваги. Френк Мансі згодом став об'єднувати видання для ще більшого зменшення цін, чим досягнув великого комерційного успіху, хоч і був за це критикований.
Пік популярності pulp-журналів припав на 1920–1930 роки. Найбільший обсяг продажу pulp-літератури припадав на середній захід США. Найуспішнішими була «Велика четвірка»: «The Argosy», «Adventure», «Blue Book» та «Short Stories». Крім них видавалися: «Amazing Stories», «Black Mask», «Dime Detective», «Flying Aces», «Horror Stories», «Love Story Magazine», «Marvel Tales», «Oriental Stories», «Planet Stories», «Spicy Detective», «Startling Stories», «Thrilling Wonder Stories», «Unknown», «Weird Tales» і «Western Story Magazine». Хоча pulp-журнали і були американським явищем, подібні видавалися у Великій Британії та Німеччині.  Так першим британським pulp-журналом став  «The Grand Magazine», заснований у 1905 році. Їх відмінністю від американських була менша сенсаційність і стриманість.
В часи Другої світової війни pulp-журнали через економію паперу стали занепадати. Їх робили меншими і тоншими, а деякі взагалі закривалися. Низка журналів, як «War stories», «Battle stories», «Over the top», «Under fire», заснованих впродовж 1920-х, переорієнтувалися на публікацію оповідань, що прославляли героїзм американських військових. Після війни pulp-журнали вже не витримували конкуренції з телебаченням, коміксами і популярними книжками в м'якій палітурці.

## Вплив
З публікацій у pulp-журналах починали свою творчість багато відомих письменників, таких як Едгар Райс Берроуз, Макс Бренд, Зейн Грей, Дешил Геммет, Реймонд Чендлер, Ерл Стенлі Ґарднер, Говард Філіпс Лавкрафт, Кларк Ештон Сміт, Абрахам Мерріт, Роберт Говард, Роберт Гайнлайн, Джон Д. Макдональд, Айзек Азімов, Рей Бредбері.